# コルテ・ブルニャテッラ
コルテ・ブルニャテッラ（伊: Corte Brugnatella）は、イタリア共和国エミリア＝ロマーニャ州ピアチェンツァ県にある、人口約500人の基礎自治体（コムーネ）。

## 地理

### 位置・広がり

#### 隣接コムーネ
隣接するコムーネは以下の通り。括弧内のPVはパヴィーア県所属を示す。
- ボッビオ
- ブラッロ・ディ・プレゴーラ (PV)
- チェリニャーレ
- コーリ
- フェッリエーレ

### 気候分類・地震分類
コルテ・ブルニャテッラにおけるイタリアの気候分類 (it) および度日は、zona E, 2902 GGである。
また、イタリアの地震リスク階級 (it) では、zona 3 (sismicità bassa) に分類される。

## 行政

### 分離集落
コルテ・ブルニャテッラには、以下の分離集落（フラツィオーネ）がある。
- Botteri, Brugnello, Carana, Casaldrino, Castelvetto, Collegio, Confiente, Cornareto, Lago, Lama Superiore, Lupi, Marsaglia (sede comunale), Metteglia, Montarsolo, Ozzola, Pietranera, Pieve di Montarsolo, Poggio Rondino, Roncoli, Rossarola, Rovaiola, Sanguineto, Valle Inferiore